# Mistrovství světa v plážovém fotbale 2017
Mistrovství světa v plážovém fotbale 2017 bylo 19. ročníkem MS v plážovém fotbale, které se konalo na Bahamách v hlavním městě Nassau, v období od 27. dubna – 7. května 2017. Jednalo se o celkový 19. ročník a o devátý, který pořádala FIFA po tom, co šampionát vzala pod svojí záštitu místo Beach Soccer Worldwide. Účastnilo se ho 16 týmů, které byly rozděleny do 4 skupin po 4 týmech. Ze skupiny postoupily do vyřazovací fáze první a druhý celek. Vyřazovací fáze zahrnovala 8 zápasů. Poprvé v historii se závěrečný turnaj FIFA konal v Karibiku. Celkově 14. titul získala Brazílie, která porazila ve finále Tahiti 6:0. Nováčkem turnaje byly týmy Baham, Panamy a Ekvádoru.

## Stadion
Mistrovství se odehrálo na jednom stadionu v jednom hostitelském městě: Nassau Stadium (Nassau). 
| Nassau                               |
| ------------------------------------ |
| Nassau Stadium                       |
| Kapacita: 3500 Nassau Nassau, Bahamy |

## Týmy

### Kvalifikace
| - Severní, Střední Amerika a Karibik (CONCACAF) - Mexiko - Panama - Jižní Amerika (CONMEBOL) - Paraguay - Ekvádor - Brazílie |  | - Evropa (UEFA) - Švýcarsko - Portugalsko - Polsko - Itálie - Asie (AFC) - Japonsko - Spojené arabské emiráty - Írán |  | - Afrika (CAF) - Nigérie - Senegal - Oceánie (OFC) - Tahiti - Hostitel - Bahamy |

## Zápasy

### Skupinová fáze
| Vysvětlivky                                           |
| ----------------------------------------------------- |
| Týmy na prvních dvou místech postupují do čtvrtfinále |
| Vítěz zápasu je tučně zvýrazněn                       |

Čas každého zápasu je uveden v lokálním čase. 

#### Skupina A
| Tým       | Z | V | R | P | VG | IG | +/− | B |
| --------- | - | - | - | - | -- | -- | --- | - |
| Švýcarsko | 3 | 2 | 1 | 0 | 18 | 13 | +5  | 7 |
| Senegal   | 3 | 2 | 0 | 1 | 25 | 7  | +18 | 6 |
| Bahamy    | 3 | 1 | 0 | 2 | 7  | 14 | −7  | 3 |
| Ekvádor   | 3 | 0 | 0 | 3 | 6  | 22 | −16 | 0 |

| 27. dubna 2017 17:00 |        | |                                                                |
| Ekvádor              | 0 : 9  | Senegal                                                                                                   | Nassau Stadium, Nassau diváci: 650 rozhodčí: Ebrahim Almansory |
|                      | Report | Mamour Diagne 6', 17' Hamidou Barry 7', 9', 21' Papa Ndoye 15', 34' Lansana Diassy 24' Ibrahima Baldé 25' | Nassau Stadium, Nassau diváci: 650 rozhodčí: Ebrahim Almansory |

| 27. dubna 2017 20:00                  |        |                                  |                                                              |
| Bahamy                                | 2 : 3  | Švýcarsko                        | Nassau Stadium, Nassau diváci: 3 300 rozhodčí: Issam Bousbih |
| Lesly St. Fleur 1' Gavin Christie 31' | Report | Noel Ott 6' Glenn Hodel 13', 27' | Nassau Stadium, Nassau diváci: 3 300 rozhodčí: Issam Bousbih |

| 29. dubna 2017 17:00                                                                    |        |                                                                                   |                                                             |
| Švýcarsko                                                                               | 9 : 5  | Ekvádor                                                                           | Nassau Stadium, Nassau diváci: 1 700 rozhodčí: Juan Angeles |
| Mo Jaeggy 7' Dejan Stanković 8', 15', 33' Noel Ott 10', 10', 18', 23' Nicola Werder 10' | Report | Jorge Bailon 15' Daniel Cedeno 16', 22' Joffre Delgado 21' Cristhian Gallegos 23' | Nassau Stadium, Nassau diváci: 1 700 rozhodčí: Juan Angeles |

| 29. dubna 2017 20:00 |        |                           |                                                             |
| Senegal | 10 : 1 | Bahamy                    | Nassau Stadium, Nassau diváci: 3 500 rozhodčí: Yuiči Hatano |
| Mamadou Sylla 1' Ibrahima Baldé 2', 3', 21' Mamour Diagne 5' Lansana Diassy 8' Papa Ndoye 26', 30' Hamad Diouf 34', 34' | Report | Gavin Christie 17' (pen.) | Nassau Stadium, Nassau diváci: 3 500 rozhodčí: Yuiči Hatano |

| 1. května 2017 17:00                                                                           |        |                                                                                         |                                                               |
| Švýcarsko                                                                                      | 6 : 6  | Senegal                                                                                 | Nassau Stadium, Nassau diváci: 1 500 rozhodčí: Micke Palomino |
| Glenn Hodel 4' Dejan Stanković 23' (pen.), 24', 31' Nicola Werder 28' Sandro Spaccarotella 39' | Report | Babacar Fall 2' Ibrahima Baldé 13' Mamour Diagne 18', 32' Papa Ndoye 25' Papa Ndour 38' | Nassau Stadium, Nassau diváci: 1 500 rozhodčí: Micke Palomino |

|                                       |       | Penaltový rozstřel          |  |
| Mo Jaeggy Glenn Hodel Dejan Stanković | 3 : 1 | Hamidou Barry Mamour Diagne |  |

| 1. května 2017 20:00                                         |        |                     |                                                          |
| Bahamy                                                       | 4 : 1  | Ekvádor             | Nassau Stadium, Nassau diváci: 3 400 rozhodčí: Hugo Pado |
| Jean Francois 19', 33' Lesly St. Fleur 22' Kyle Williams 34' | Report | Segundo Moreira 29' | Nassau Stadium, Nassau diváci: 3 400 rozhodčí: Hugo Pado |

#### Skupina B
| Tým     | Z | V | R | P | VG | IG | +/− | B |
| ------- | - | - | - | - | -- | -- | --- | - |
| Itálie  | 3 | 3 | 0 | 0 | 25 | 11 | +14 | 9 |
| Írán    | 3 | 1 | 1 | 1 | 11 | 11 | 0   | 4 |
| Nigérie | 3 | 0 | 1 | 2 | 15 | 20 | −5  | 1 |
| Mexiko  | 3 | 0 | 0 | 3 | 7  | 16 | −9  | 0 |

| 27. dubna 2017 15:30                                        |        |                                        |                                                               |
| Írán                                                        | 3 : 2  | Mexiko                                 | Nassau Stadium, Nassau diváci: 400 rozhodčí: Łukasz Ostrowski |
| Peyman Hosseini 20' Amir Akbari 29' Mohammad Ahmadzadeh 31' | Report | Benjamin Mosco 21' Ramon Maldonado 25' | Nassau Stadium, Nassau diváci: 400 rozhodčí: Łukasz Ostrowski |

| 27. dubna 2017 18:30                                                         |        | |                                                             |
| Nigérie                                                                      | 6 : 12 | Itálie | Nassau Stadium, Nassau diváci: 1 600 rozhodčí: Miguel Lopez |
| Azeez Abu 2', 28', 35' Godspower Igudia 6' Victor Tale 22' Emeka Ogbonna 23' | Report | Paolo Palmacci 2', 31', 31' Emmanuele Zurlo 9' Gabriele Gori 19', 21', 23', 29', 29' 32' Michele Di Palma 23' Alfio Chiavaro 35' | Nassau Stadium, Nassau diváci: 1 600 rozhodčí: Miguel Lopez |

| 29. dubna 2017 18:30                                                              |               |                                                                           |                                                                           |
| Mexiko                                                                            | 4 : 5 (prod.) | Nigérie                                                                   | Nassau Stadium, Nassau diváci: 2 600 rozhodčí: Sergio Filipe Gomes Soares |
| Abdiel Villa 8' Angel Rodríguez 15' Ramon Maldonado 16' (pen.) Benjamin Mosco 39' | Report        | Emeka Ogbonna 15' Azeez Abu 20', 39' Victor Tale 35' Godspower Igudia 37' | Nassau Stadium, Nassau diváci: 2 600 rozhodčí: Sergio Filipe Gomes Soares |

| 1. května 2017 18:30                                                                        |        |                                                        |                                                                     |
| Nigérie                                                                                     | 4 : 4  | Írán                                                   | Nassau Stadium, Nassau diváci: 1 900 rozhodčí: Laurynas Aržuolaitis |
| Victor Tale 15' (pen.) Emmanuel Ohwoferia 19' Godspower Igudia 22' Bartholomew Ibenegbu 33' | Report | Mohammad Ahmadzadeh 8', 21' Mohammad Mokhtari 16', 33' | Nassau Stadium, Nassau diváci: 1 900 rozhodčí: Laurynas Aržuolaitis |

|                                                 |       | Penaltový rozstřel                      |  |
| Victor Tale Bartholomew Ibenegbu Suleiman Ogodo | 1 : 2 | Farid Boulokbashi Ali Nazem Amir Akbari |  |

#### Skupina C
| Tým                     | Z | V | R | P | VG | IG | +/− | B |
| ----------------------- | - | - | - | - | -- | -- | --- | - |
| Paraguay                | 3 | 2 | 0 | 1 | 12 | 8  | +4  | 6 |
| Portugalsko             | 3 | 1 | 1 | 1 | 12 | 6  | +6  | 4 |
| Spojené arabské emiráty | 3 | 1 | 1 | 1 | 6  | 6  | 0   | 4 |
| Panama                  | 3 | 0 | 0 | 3 | 4  | 14 | −10 | 0 |

| 28. dubna 2017 17:00                                                      |        |        |                                                                |
| Portugalsko                                                               | 7 : 0  | Panama | Nassau Stadium, Nassau diváci: 700 rozhodčí: Jelili Ogunmuyiwa |
| Torres 3' Leo Martins 5', 28' Coimbra 6' José Maria 13', 32' Belchior 31' | Report |        | Nassau Stadium, Nassau diváci: 700 rozhodčí: Jelili Ogunmuyiwa |

| 29. dubna 2017 20:00                     |        |                         |                                                              |
| Spojené arabské emiráty                  | 3 : 2  | Paraguay                | Nassau Stadium, Nassau diváci: 1 900 rozhodčí: Ago Kaertmann |
| Haitham Mohamed 5', 12' Waleed Beshr 25' | Report | Carlos Carballo 9', 29' | Nassau Stadium, Nassau diváci: 1 900 rozhodčí: Ago Kaertmann |

| 30. dubna 2017 17:00                                                   |        |                          |                                                            |
| Paraguay                                                               | 5 : 3  | Portugalsko              | Nassau Stadium, Nassau diváci: 1 450 rozhodčí: Said Hachim |
| Jesus Rolon 4' Pedro Moran 16', 31' Juan Lopez 27' Carlos Carballo 27' | Report | Jordan 11', 18' Alan 34' | Nassau Stadium, Nassau diváci: 1 450 rozhodčí: Said Hachim |

| 30. dubna 2017 20:00               |        |                         |                                                                                 |
| Panama                             | 2 : 2  | Spojené arabské emiráty | Nassau Stadium, Nassau diváci: 1 300 rozhodčí: Pablo Marcelo Cadenasso Martinez |
| Pascual Galvez 2' Justo Arrocha 2' | Report | Walid Mohammad 1', 9'   | Nassau Stadium, Nassau diváci: 1 300 rozhodčí: Pablo Marcelo Cadenasso Martinez |

|                                                           |       | Penaltový rozstřel                                 |  |
| Rafael Garcia Alberto Bultron Eliecer Garcia Julio Watson | 2 : 3 | Haitham Mohamed Waleed Beshr Ahmed Beshr Ali Karim |  |

| 2. května 2017 17:00                                                                          |        |                                     |                                                                |
| Paraguay                                                                                      | 5 : 2  | Panama                              | Nassau Stadium, Nassau diváci: 600 rozhodčí: Sofien Benchabane |
| Sergio Villaverde 1' Gustavo Benitez 5' Orlando Zayas 10' Carlos Carballo 25' Pedro Moran 30' | Report | Julio Watson 9' Gilberto Rangel 27' | Nassau Stadium, Nassau diváci: 600 rozhodčí: Sofien Benchabane |

| 2. května 20:00 20:00   |               |                             |                                                                                |
| Spojené arabské emiráty | 1 : 2 (prod.) | Portugalsko                 | Nassau Stadium, Nassau diváci: 1 700 rozhodčí: Gonzalo Yurandir Carballo Perez |
| Humaid Jamal 36'        | Report        | Belchior 19' Bruno Novo 37' | Nassau Stadium, Nassau diváci: 1 700 rozhodčí: Gonzalo Yurandir Carballo Perez |

#### Skupina D
| Tým      | Z | V | R | P | VG | IG | +/− | B |
| -------- | - | - | - | - | -- | -- | --- | - |
| Brazílie | 3 | 3 | 0 | 0 | 20 | 8  | +12 | 9 |
| Tahiti   | 3 | 2 | 0 | 1 | 13 | 11 | +2  | 6 |
| Japonsko | 3 | 1 | 0 | 2 | 15 | 17 | −2  | 3 |
| Polsko   | 3 | 0 | 0 | 3 | 12 | 24 | −12 | 0 |

| 28. dubna 2017 15:30                                                                                |        |                                                                          |                                                           |
| Japonsko                                                                                            | 9 : 4  | Polsko                                                                   | Nassau Stadium, Nassau diváci: 400 rozhodčí: Mariano Romo |
| Takasuke Goto 4', 5', 18', 22', 27' Takaaki Oba 16' (pen.) Tomoyuki Iino 22' Šušei Jamauči 23', 30' | Report | Jakub Jesionowski 18' Boguslaw Saganowski 19', 26' Takaaki Oba 36' (vl.) | Nassau Stadium, Nassau diváci: 400 rozhodčí: Mariano Romo |

| 28. dubna 2017 18:30                        |        |                 |                                                                 |
| Brazílie                                    | 4 : 1  | Tahiti          | Nassau Stadium, Nassau diváci: 2 000 rozhodčí: Gionni Matticoli |
| Filipe 5' Bruno Xavier 7' Catarino 13', 29' | Report | Patrick Tepa 3' | Nassau Stadium, Nassau diváci: 2 000 rozhodčí: Gionni Matticoli |

| 30. dubna 2017 15:30                                                            |        |                              |                                                                   |
| Tahiti                                                                          | 4 : 3  | Japonsko                     | Nassau Stadium, Nassau diváci: 1 500 rozhodčí: Eduards Borisevičs |
| Tearii Labaste 4' Heiarii Tavanae 26' Patrick Tepa 28' Raimana Li Fung Kuee 35' | Report | Takuya Akaguma 26', 31', 34' | Nassau Stadium, Nassau diváci: 1 500 rozhodčí: Eduards Borisevičs |

| 30. dubna 2017 18:30                                          |        |                                                                             |                                                                  |
| Polsko                                                        | 4 : 7  | Brazílie                                                                    | Nassau Stadium, Nassau diváci: 2 500 rozhodčí: Bakhtiyor Namazov |
| Jakub Jesionowski 3', 34' Boguslaw Saganowski 32', 36' (pen.) | Report | Lucao 6' Catarino 20', 31' Rodrigo 24' Fernando Ddi 26', 34' Mauricinho 36' | Nassau Stadium, Nassau diváci: 2 500 rozhodčí: Bakhtiyor Namazov |

| 2. května 2017 15:30                                                                                               |        |                                                                                             |                                                                        |
| Tahiti | 8 : 4  | Polsko                                                                                      | Nassau Stadium, Nassau diváci: 500 rozhodčí: Jorge Luis Martínez Pavón |
| Raimana Li Fung Kuee 2', 36' Heiarii Tavanae 4' (pen.), 34' Patrick Tepa 7' Angelo Tchen 12' Naea Bennett 13', 18' | Report | Tomasz Lenart 22' Konrad Kubiak 27' (pen.) Raimoana Bennett 31' (vl.) Jakub Jesionowski 34' | Nassau Stadium, Nassau diváci: 500 rozhodčí: Jorge Luis Martínez Pavón |

| 2. května 2017 18:30                                                                   |        |                                                      |                                                                |
| Brazílie                                                                               | 9 : 3  | Japonsko                                             | Nassau Stadium, Nassau diváci: 2 000 rozhodčí: Jude Amin Utulu |
| Takasuke Goto 5' (vl.) Rodrigo 6', 17', 23', 28', 36' Mauricinho 20', 35' Catarino 21' | Report | Takaaki Oba 10' Takasuke Goto 12' Bokhinha 22' (vl.) | Nassau Stadium, Nassau diváci: 2 000 rozhodčí: Jude Amin Utulu |

## Vyřazovací fáze
|  | Čtvrtfinále             | Čtvrtfinále             |                         |        | Semifinále  | Semifinále  |  |  | Finále                  | Finále |
|  |                         |                         |                         |        |             |             |  |  |                         |        |
|  | 4. května 2017 - Nassau |                         |                         |        |             |             |  |  |                         |        |
|  |                         |                         |                         |        |             |             |  |  |                         |        |
|  | Švýcarsko               | 3                       |                         |        |             |             |  |  |                         |        |
|  | Švýcarsko               | 3                       | 6. května 2017 - Nassau |        |             |             |  |  |                         |        |
|  | Írán (prod.)            | 4                       |                         |        |             |             |  |  |                         |        |
|  | Írán (prod.)            | 4                       | Írán                    | 1 (2)  |             |             |  |  |                         |        |
|  | 4. května 2017 - Nassau |                         | Írán                    | 1 (2)  |             |             |  |  |                         |        |
|  |                         | Tahiti (pen.)           | 1 (3)                   |        |             |             |  |  |                         |        |
|  | Paraguay                | Tahiti (pen.)           | 1 (3)                   | 4      |             |             |  |  |                         |        |
|  | Paraguay                |                         | 7. května 2017 - Nassau | 4      |             |             |  |  |                         |        |
|  | Tahiti                  | 6                       |                         |        |             |             |  |  |                         |        |
|  | Tahiti                  | 6                       | Tahiti                  | 0      |             |             |  |  |                         |        |
|  | 4. května 2017 - Nassau |                         | Tahiti                  | 0      |             |             |  |  |                         |        |
|  |                         | Brazílie                | 6                       |        |             |             |  |  |                         |        |
|  | Itálie                  | Brazílie                | 6                       | 5      |             |             |  |  |                         |        |
|  | Itálie                  | 6. května 2017 - Nassau |                         | 5      |             |             |  |  |                         |        |
|  | Senegal                 | 1                       |                         |        |             |             |  |  |                         |        |
|  | Senegal                 | 1                       | Itálie                  | 4      | Třetí místo | Třetí místo |  |  |                         |        |
|  | 4. května 2017 - Nassau |                         | Itálie                  | 4      | Třetí místo | Třetí místo |  |  |                         |        |
|  |                         | Brazílie                | 8                       |        |             |             |  |  |                         |        |
|  | Brazílie                | Brazílie                | 8                       | 4      | Írán        | 5           |  |  |                         |        |
|  | Brazílie                |                         |                         | 4      | Írán        | 5           |  |  |                         |        |
|  | Portugalsko             | 3                       |                         | Itálie | 3           |             |  |  |                         |        |
|  | Portugalsko             | 3                       |                         |        | 3           |             |  |  |                         |        |
|  |                         |                         |                         |        |             |             |  |  | 7. května 2017 - Nassau |        |
|  |                         |                         |                         |        |             |             |  |  |                         |        |

#### Čtvrtfinále
| 4. května 2017 15:30                                     |        | |                                                                   |
| Paraguay                                                 | 4 : 6  | Tahiti | Nassau Stadium, Nassau diváci: 700 rozhodčí: Laurynas Aržuolaitis |
| Edgar Barreto 15' Pedro Moran 18', 24' Orlando Zayas 36' | Report | Jonathan Torohia 9' Naea Bennett 12' Heimanu Taiarui 19' Tearii Labaste 29' Heiarii Tavanae 36' Patrick Tepa 36' | Nassau Stadium, Nassau diváci: 700 rozhodčí: Laurynas Aržuolaitis |

| 4. května 2017 17:00                            |        |                                  |                                                                  |
| Brazílie                                        | 4 : 3  | Portugalsko                      | Nassau Stadium, Nassau diváci: 1 750 rozhodčí: Bakhtiyor Namazov |
| Catarino 1' Datinha 19' (pen.), 21' Rodrigo 34' | Report | Torres 1' Jordan Santos 12', 30' | Nassau Stadium, Nassau diváci: 1 750 rozhodčí: Bakhtiyor Namazov |

| 4. května 2017 18:30                     |               |                                                                 |                                                                 |
| Švýcarsko                                | 3 : 4 (prod.) | Írán                                                            | Nassau Stadium, Nassau diváci: 2 500 rozhodčí: Gionni Matticoli |
| Dejan Stanković 17' Glenn Hodel 18', 23' | Report        | Mohammad Ahmadzadeh 4', 14' Ali Nazem 36' Mohammad Mokhtari 39' | Nassau Stadium, Nassau diváci: 2 500 rozhodčí: Gionni Matticoli |

| 4. května 2017 20:00                                                               |        |                           |                                                             |
| Itálie                                                                             | 5 : 1  | Senegal                   | Nassau Stadium, Nassau diváci: 2 500 rozhodčí: Mariano Romo |
| Gabriele Gori 2' (pen.), 23', 27' (pen.) Matteo Marrucci 21' Alessio Frainetti 25' | Report | Ibrahima Balde 34' (pen.) | Nassau Stadium, Nassau diváci: 2 500 rozhodčí: Mariano Romo |

#### Semifinále
| 6. května 2017 15:00 |        |                  |                                                                   |
| Írán                 | 1 : 1  | Tahiti           | Nassau Stadium, Nassau diváci: 1 800 rozhodčí: Eduards Borisevičs |
| Ali Nazem 19'        | Report | Patrick Tepa 32' | Nassau Stadium, Nassau diváci: 1 800 rozhodčí: Eduards Borisevičs |

|                                                                                            |       | Penaltový rozstřel                                                                              |  |
| Ali Nazem Mohammad Mokhtari Amir Akbari Mohammad Ahmadzadeh Mostafa Kiani Hamid Behzadpour | 2 : 3 | Naea Bennett Ariihau Teriitau Raimana Li Fung Kuee Tearii Labaste Patrick Tepa Raimoana Bennett |  |

#### Finále
| 7. května 2017 16:30 |        |                                                            |                                                                  |
| Tahiti               | 0 : 6  | Brazílie                                                   | Nassau Stadium, Nassau diváci: 3 500 rozhodčí: Bakhtiyor Namazov |
|                      | Report | Mauricinho 1', 18' Datinha 7' Catarino 30' Daniel 32', 33' | Nassau Stadium, Nassau diváci: 3 500 rozhodčí: Bakhtiyor Namazov |